# Drogon de Toul
Pour les articles homonymes, voir Drogon.
Drogon de Toul († 921), (Drogo en latin), est le 31e évêque de Toul.

## Biographie
Successeur de l'évêque Ludhelm en 905, Drogon descendait de l'une des plus nobles maisons de France car il était même parent de Charles le Simple. Ce choix déplut très fortement aux seigneurs du pays. La parenté de Drogon avec le roi de France leur faisait craindre qu'il ne favorisât les prétentions de ce dernier sur la Lorraine au préjudice de Louis IV, auquel elle appartenait alors, et qu'une fois en possession de ce royaume, Charles ne mît fin à leur indépendance usurpée et ne les fît rentrer dans l'ordre et la soumission. Ils excitèrent donc des craintes dans l'esprit du roi de Germanie et déterminèrent ce jeune prince à se liguer avec eux contre l'élection de Drogon. Celui-ci s'effaça prudemment et se contenta d'agir secrètement par le secours de quelques amis. Il fit répandre des largesses dans le peuple et gagna au moyen d'une somme d'argent le comte Gérard qui était gouverneur de Toul. Cet officier donna à l'Évêque une forte garde pour protéger son entrée dans la ville et, par ce moyen, Drogon surmontant tous les obstacles, prit possession de son siège. 
Une fois installé, le premier soin du prélat fut de chercher à se concilier les bonnes grâces de Louis IV ce qu'il fit si habilement qu'il réussit au-delà de ses désirs. Le roi de Germanie mourut en 912 et après sa mort, Charles le Simple, son cousin issu de germains, fut reconnu roi de Lorraine. Ce dernier prince vint à Toul la même année et confirma au chapitre de la Cathédrale la possession de tous ses biens à condition qu'il célébrerait tous les ans un service pour le repos de son âme. Il restitua aussi en 913 à l'Église de Toul l'abbaye de Bonmoutier que le roi Lothaire avait prise autrefois à l'évêque Arnoul sous l'obligation qu'elle donnerait annuellement un repas aux religieux et aux chanoines le jour où il était parvenu au trône de Lorraine (le 28 janvier). 
Durant l'épiscopat de Drogon, les Magyars traversèrent l'Allemagne et firent plusieurs irruptions en Lorraine. On compte au moins quatre ou cinq irruptions de ces Barbares hongrois depuis 910 jusqu'en 936 ou 937. Ils mirent tout à feu et à sang et inspirèrent une telle terreur que les habitants des campagnes abandonnèrent leurs demeures et les moines leurs monastères (qui furent brulés comme celui d'Etival, de Moyenmoutier, de St-Dié et de Remiremont) pour aller se réfugier au fond des forêts et dans les antres des montagnes. 
Drogon dota son Église de plusieurs riches domaines ; il donna par exemple aux chanoines de la Cathédrale le village et l'église de Dommartin ainsi que l'Abbaye de Saint-Martin-sur-Meuse, près de Sorcy. Avant sa mort, le roi de Germanie Louis IV lui donna aussi l'Abbaye de Poulangy.
Il mourut en 921. Il est enterré dans la Cathédrale, devant l'autel de Saint-Pierre, d'où il a été ensuite transféré dans la chapelle de la Blanche-Vierge. 
Il eut pour successeur Saint Gauzelin.